# Guillermo García-Huidobro
Guillermo García-Huidobro Jaraquemada (Santiago, 24 de julio de 1913-Santiago, 3 de junio de 1956) fue un atleta y arquitecto chileno. Especialista en las carreras de mediofondo, consiguió tres títulos y récords a nivel sudamericano, tanto en 800 como en 1500 metros.

## Biografía
Hijo del presidente de la Federación Atlética de Chile Guillermo García-Huidobro, hizo sus estudios en el Instituto de Humanidades, para luego estudiar arquitectura en la Universidad Católica. Practicó fútbol en su época de estudiante, pero una lesión en las rodillas lo llevó al atletismo, en especial a las pruebas de 800 y 1500 metros. Participó en la rama de atletismo de Green Cross y del Club Atlético Santiago.
García-Huidobro alcanzó los récords sudamericanos de 800 metros, que consiguió el 29 de junio de 1941, y el de 1500 metros, que obtuvo el 10 de mayo de 1940, con un tiempo de 3:54,4.
Sus primeras medallas a nivel regional fueron una de plata en 1500 metros, y una de bronce en 800 metros en el Campeonato Sudamericano de Atletismo de Santiago de 1935. Obtuvo sus primeros títulos sudamericanos al alcanzar la medalla de oro en las pruebas de 800 y de 1500 en Buenos Aires en 1941. Repitió el campeonato en 1943 en Santiago, en la prueba de 1500 metros.
Luego de dejar el atletismo, practicó polo en el Club San Cristóbal, y desarrolló su profesión de arquitecto en su estudio de Estado 360. En 1953 la Confederación Sudamericana de Atletismo lo condecoró como «Caballero del Deporte».
Falleció el 3 de junio de 1956 en la Posta Central, luego de entrar en shock por una inyección de vitaminas. Desde 1961, el Club Atlético Santiago organiza el Torneo Guillermo García-Huidobro en su honor.

## Palmarés internacional
| Campeonato Sudamericano | Campeonato Sudamericano  | Campeonato Sudamericano | Campeonato Sudamericano |
| Año                     | Lugar                    | Medalla                 | Prueba                  |
| ----------------------- | ------------------------ | ----------------------- | ----------------------- |
| 1935                    | Santiago (Chile)         | Medalla de bronce       | 800 m                   |
| 1935                    | Santiago (Chile)         | Medalla de plata        | 1500 m                  |
| 1939                    | Lima (Perú)              | Medalla de bronce       | 800 m                   |
| 1939                    | Lima (Perú)              | Medalla de plata        | 1500 m                  |
| 1939                    | Lima (Perú)              | Medalla de bronce       | 3000 m                  |
| 1941                    | Buenos Aires (Argentina) | Medalla de oro          | 800 m                   |
| 1941                    | Buenos Aires (Argentina) | Medalla de oro          | 1500 m                  |
| 1943                    | Santiago (Chile)         | Medalla de plata        | 800 m                   |
| 1943                    | Santiago (Chile)         | Medalla de oro          | 1500 m                  |
| 1945                    | Montevideo (Uruguay)     | Medalla de bronce       | 1500 m                  |